# Disa thodei
Disa thodei là một loài thực vật có hoa trong họ Lan. Loài này được Schltr. ex Kraenzl. mô tả khoa học đầu tiên năm 1900.